# Cattedrali in Lettonia
Questa è una lista delle Cattedrali della Lettonia.

## Cattedrali cattoliche
| Cattedrale                                                                      | Arcidiocesi o Diocesi     | Località | Dedicazione         | Note |
| ------------------------------------------------------------------------------- | ------------------------- | -------- | ------------------- | ---- |
| Cattedrale dell'Immacolata Vergine Maria Bezvainīgās Jaunavas Marijas katedrāle | Diocesi di Jelgava        | Jelgava  | Maria               |      |
| Cattedrale di San Giuseppe Svētā Jāzepa Katedrālē                               | Diocesi di Liepāja        | Liepāja  | San Giuseppe        |      |
| Cattedrale del Sacro Cuore di Gesù Rēzeknes Jēzus Sirds katedrāle               | Diocesi di Rēzekne-Aglona | Rēzekne  | Gesù                |      |
| Cattedrale di San Giacomo Svētā Jēkaba Katedrāle                                | Arcidiocesi di Riga       | Riga     | Giacomo il Maggiore |      |

## Cattedrali luterane (Chiesa di Lettonia)
| Cattedrale                                                                          | Arcidiocesi o Diocesi | Località   | Dedicazione   | Immagine |
| ----------------------------------------------------------------------------------- | --------------------- | ---------- | ------------- | -------- |
| Cattedrale di Martin Lutero Daugavpils Mārtiņa Lutera evaņģēliski luteriskā baznīca | Diocesi di Daugavpils | Daugavpils | Martin Lutero |          |
| Cattedrale della Santissima Trinità Liepājas Svētās Trīsvienības katedrāle          | Diocesi di Liepāja    | Liepāja    | Trinità       |          |
| Cattedrale di Riga Rīgas Doms                                                       | Arcidiocesi di Riga   | Riga       | Maria         |          |

## Cattedrali ortodosse (chiesa ortodossa lettone)
| Cattedrale                                                                            | Arcidiocesi o Diocesi  | Località   | Dedicazione    | Immagine |
| ------------------------------------------------------------------------------------- | ---------------------- | ---------- | -------------- | -------- |
| Cattedrale dei Santi Boris e Gleb Svēto Borisa un Gļeba pareizticīgo katedrāle        | Eparchia di Daugavpils | Daugavpils | Boris e Gleb   |          |
| Cattedrale dei Santi Simeone ed Anna Simeona un Annas katedrāle Jelgavā, Sv.          | Eparchia di Riga       | Jelgava    | Simeone e Anna |          |
| Cattedrale di San Nicola Nikolaja katedrāle Liepājā                                   | Eparchia di Riga       | Liepāja    | San Nicola     |          |
| Cattedrale della Natività di Cristo Rīgas Kristus Piedzimšanas pareizticīgo katedrāle | Eparchia di Riga       | Riga       | Gesù           |          |